# 全国理容競技大会
全国理容競技大会（ぜんこくりようきょうぎたいかい）とは、全国理容生活衛生同業組合連合会（全理連）が主催する理容師によるカットコンテスト。参加者は全国から集まり、日本の最大級の規模で行われる権威ある競技大会。
1回目は1948年の東京大会、以後開催地を変えながら毎年開催されている（ただし1973年は開催せず）。
1976年からは理容業界の理想像を主張する「理容メッセージ大会」も同時に行われている。（2011年のメッセージ大会は開催せず）